# مدرسه اینجه مناره‌لی
مدرسهٔ اینجه مناره‌لی (به ترکی استانبولی: İnce Minareli Medrese) یک مدرسهٔ اسلامی مربوط به سدهٔ ۱۳ در قونیهٔ ترکیه است که اکنون به موزهٔ هنر سنگ و چوب (به ترکی استانبولی: Taş ve Ahşap Eserler Müzesi) تبدیل شده‌است.

## پیشینه
این سازه بین سال‌های ۱۲۵۸ تا ۱۲۷۹ بدست صاحب آتا فخرالدین علی، وزیر وقت سلجوقیان روم که بعدها بیگ‌نشین آناتولی را تأسیس کرد، ساخته شده‌است. منارهٔ آن ابتدا بسیار بلندتر از بخشی بود که امروزه مانده‌است و در مقایسه با مناره‌های دیگر مساجد معاصر سلجوقی ظاهر باریک و بلند عجیبی داشت، از این رو نام آن را اینجه مناره‌لی بمعنی دارای منارهٔ باریک و بلند گذاشتند.
اینجه مناره‌لی دارای نمای سنگی بسیار تزئین شده‌ای است که شامل حجاری برجستهٔ حروف، الگوهای هندسی و خطوط عمودی روبان‌مانند می‌شود. ورودی آن به نوشته‌های ظریف خط ثلث از سورهٔ یاسین و نصر مزین است منارهٔ بنا در سال ۱۹۰۱ به دلیل صاعقه خسارت دید و در سال ۱۹۵۶ بازسازی شد. ساختمان اکنون دارای موزه‌ای از اشیاء سنگی و چوبی است که مربوط به دوره سلجوقی و عثمانی است.

## نگارخانه

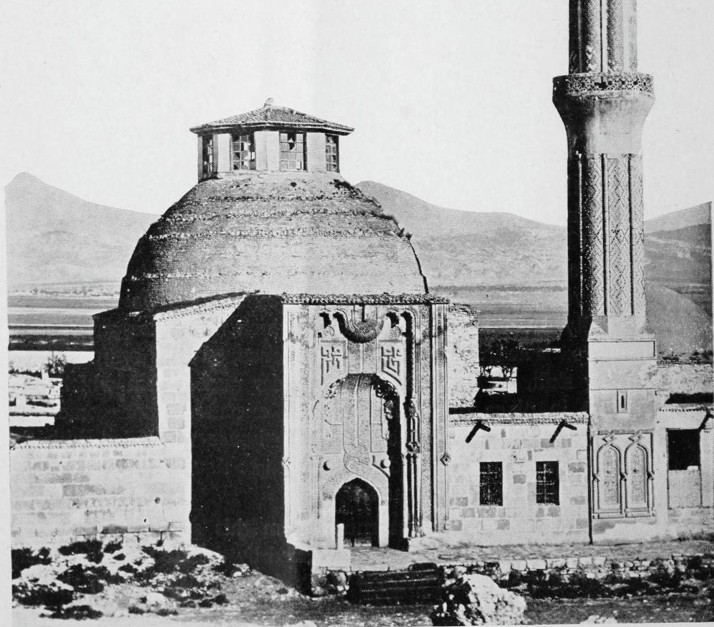
عکس تاریخی قدیمی
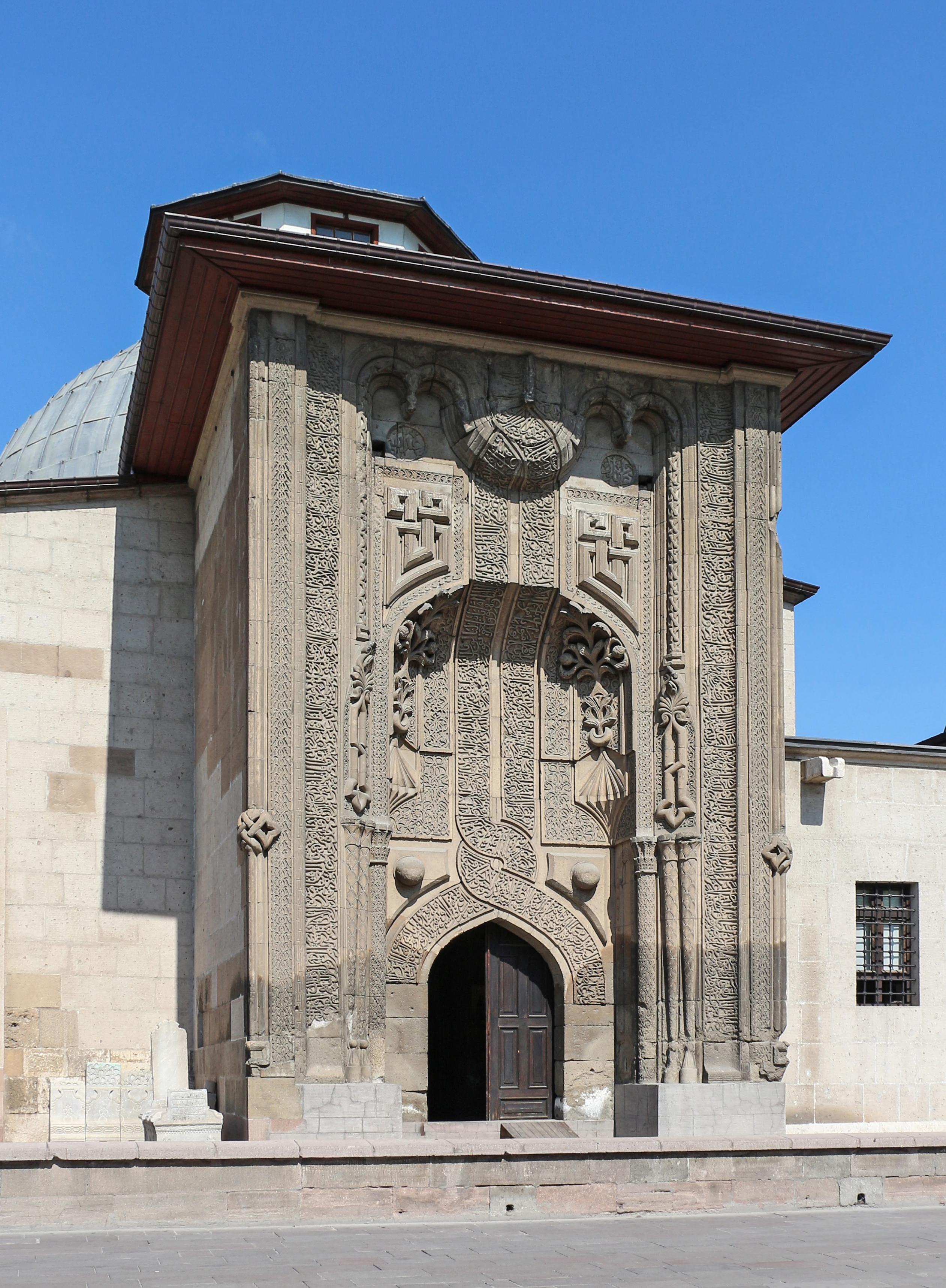
جزئیات نما
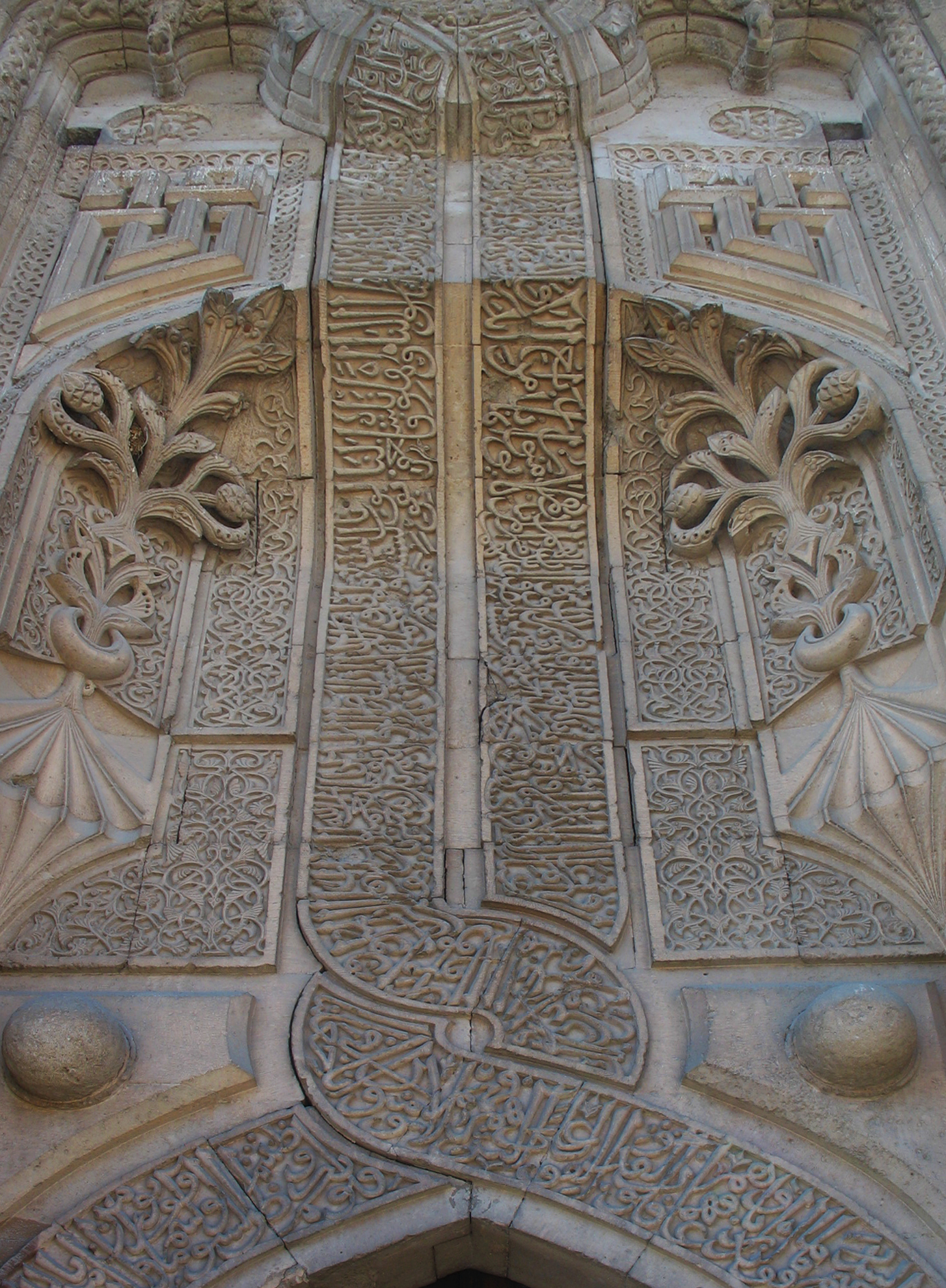
نمای سنگی بسیار تزئین شده ورودی مدرسه
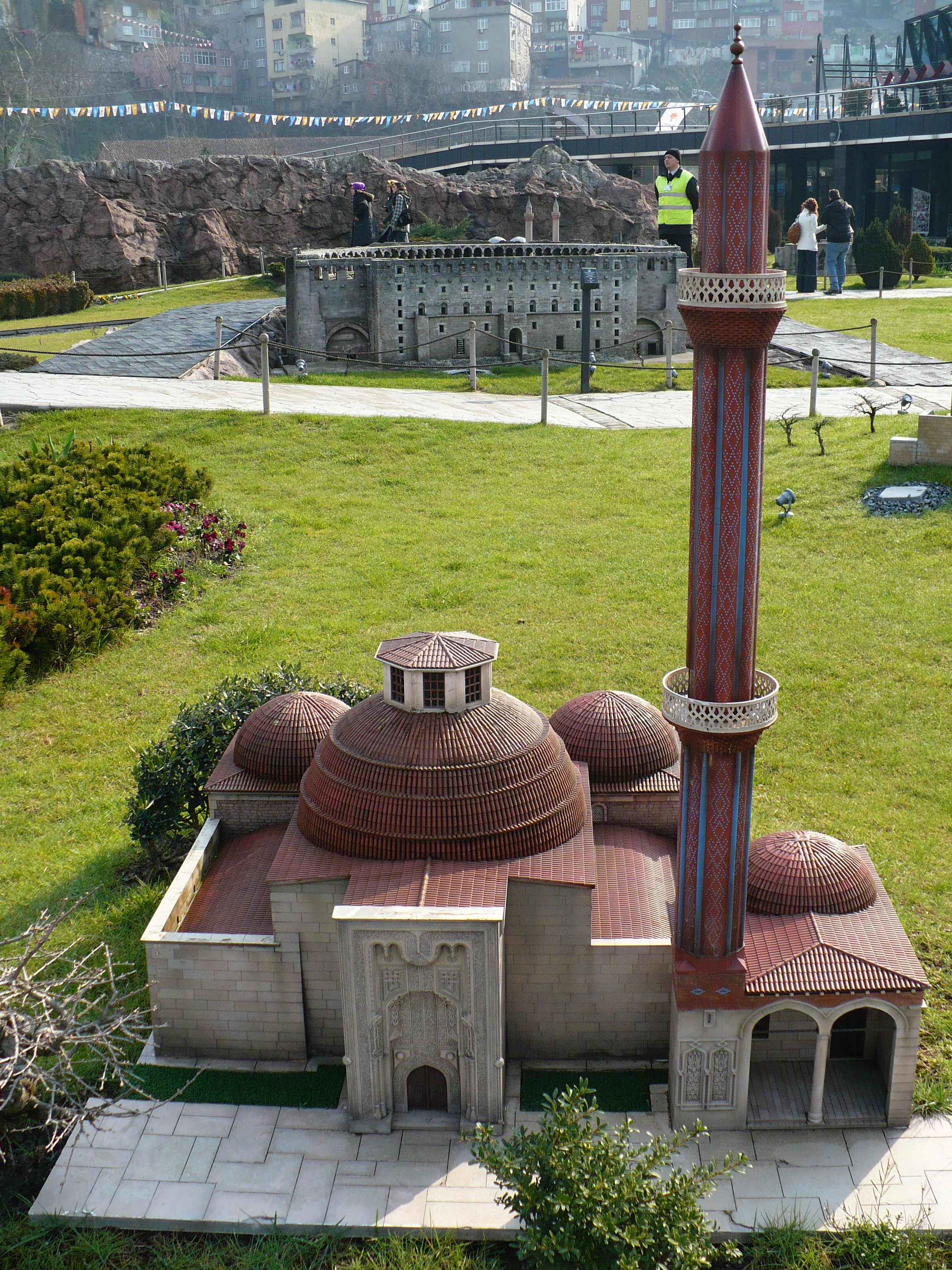
مدل مدرسهٔ اینجه مناره‌لی ارتفاع اصلی مناره آن را نشان می‌دهد.